# Леонідов Юрій Леонідович
Юрій Леонідович Леонідов (рос. Юрий Леонидович Леонидов; 9 (22) січня 1917, Москва — 24 вересня 1989, Москва) — російський радянський актор, Народний артист РРФСР (1968).

## Біографія
Народився в родині актора Леоніда Мироновича Леонідова.
В 1941 закінчив студію імені К. С. Станиславського.
До війни — актор Московського драматичного театру імені К. С. Станіславського.
З початком війни у 1941 році пішов на фронт добровольцем.
З 1945 року — актор МХАТу імені Горького.
Помер 24 вересня 1989 року. Похований на Новодівочому цвинтарі в Москві.

## Фільмографія
1. 1949: «Алітет іде в гори» — Френк
2. 1950: «Мусоргський» — Олександр Порфирович Бородін
3. 1957: «Народжені бурею» — Едвард Могельницький
4. 1958: «Олеко Дундич» (СРСР, Югославія) — Алекса Дундич, білогвардійський офіцер
5. 1960: «Мертві душі» — Манілов, поміщик
6. 1960: «Будинок з мезоніном» — Білокуров, поміщик
7. 1963: «Поверніть плату за навчання» (телеспектакль) — вчитель математики
8. 1963: «Бухта Олени» — Шувалов, командир дивізіону
9. 1965: «Учитель словесності» (короткометражний) Полянський, штабс-капітан
10. 1965: «Три пори року» — епізод
11. 1965: «Загибель ескадри» — командир флагмана
12. 1965: «До уваги громадян та організацій» — Петро, батько Кирила і Aнтона
13. 1966: «Тіні старого замку» (телеспектакль) — Яан Тедер
14. 1967: «Сьомий супутник» (телеспектакль) — полковник
15. 1967: «Твій сучасник» — Сергій Олександрович Колесников, міністр
16. 1967: «Таємнича стіна» — вчений на прес-конференції
17. 1967: «Берег надії» — академік Макаров
18. 1967: «Війна і мир» — Несвицький
19. 1968: «…І знову травень!» — Щербаков, актор, підпільник
20. 1971: «Хлопчики» — Володимир Костянтинович Намісников, професор, керівник хору хлопчиків
21. 1971: «Змова» (телеспектакль) — Фред Пренсіс, сенатор
22. 1972: «Година життя» (телеспектакль) — полковник
23. 1972: «Приборкання вогню» — Морозов
24. 1972: «Бій після перемоги» — Смайлс, американський генерал
25. 1973: «Зоряний час» (телеспектакль) — начальник контррозвідки, полковник
26. 1974: «Шпак і Ліра» / Skřivánek a Lyra Артур — Артур Опендорф
27. 1976: «В одному мікрорайоні» (телеспектакль) — батько Ірини, робітник заводу, Юрій Агашин
28. 1978: «Підозрілий» — полковник Пирван
29. 1979: «Сьогодні і завтра» — Савелій Тихонович Бажутін, найстаріший робочий
30. 1979: «Мертві душі» (телеспектакль) — Манілов
31. 1979: «Добряки» — Пилип Пилипович Колесніцин
32. 1980: «Мільйони Ферфакса» — Каммінс, генерал
33. 1980: «Коней на переправі не міняють» — Микола Миколайович, заступник голови
34. 1980: «Цей фантастичний світ. Випуск 4» (телеспектакль) — Тускуб
35. 1984: «Межа можливого» — начальник з кімнати № 305
36. 1984: «Найкращі роки» — Сєров

Озвучував фільми: «Ти ба, масниця!» (1985, анімаційний); «Любовна недуга» (1982, Індія); «Іменем закону» (1968).